# Drenova (Brus)
Pour les articles homonymes, voir Drenova.
Drenova (en serbe cyrillique : Дренова) est un village de Serbie situé dans la municipalité de Brus, district de Rasina. Au recensement de 2011, il comptait 80 habitants.

## Démographie
| 1948 | 1953 | 1961 | 1971 | 1981 | 1991 | 2002 | 2011 |
| ---- | ---- | ---- | ---- | ---- | ---- | ---- | ---- |
| 272  | 282  | 244  | 217  | 188  | 135  | 102  | 80   |

|  |